# Arty Froushan
Arty Froushan, född 16 april 1993 i London, är en brittisk skådespelare.
Froushan har bland annat medverkat i TV-serierna Carnival Row (2019-2023) och Daredevil: Born Again med planerad premiär 2024. Han har även medverkat i filmen The Persian Version från 2023.

## Filmografi (i urval)
- 2019–2023 – Carnival Row (TV-serie)
- 2023 – The Persian Version
- 2024 – Daredevil: Born Again (TV-serie)